# Mestre de la Passió de Karlsruhe
Mestre de la Passió de Karlsruhe   (segle XV - segle XV) és el nom d'un pintor alemany del període gòtic tardà actiu a l’Alt Rin. Molt influent sobre altres pintors de la regió, es pot identificar amb el pintor d'Estrasburg Hans Hirtz. Porta el nom de la seva obra principal, la Passió de Karlsruhe, tot i que potser també va ser l'artista darrere dels murals de l'antiga església dominica d'Estrasburg, només coneguts a través de dues còpies del segle xvii (un dibuix de colors i un aiguafort).
Des de 1858, la majoria de les parts disperses s'han tornat a reunir a Karlsruhe, més recentment, es va adquirir una placa el 1998.

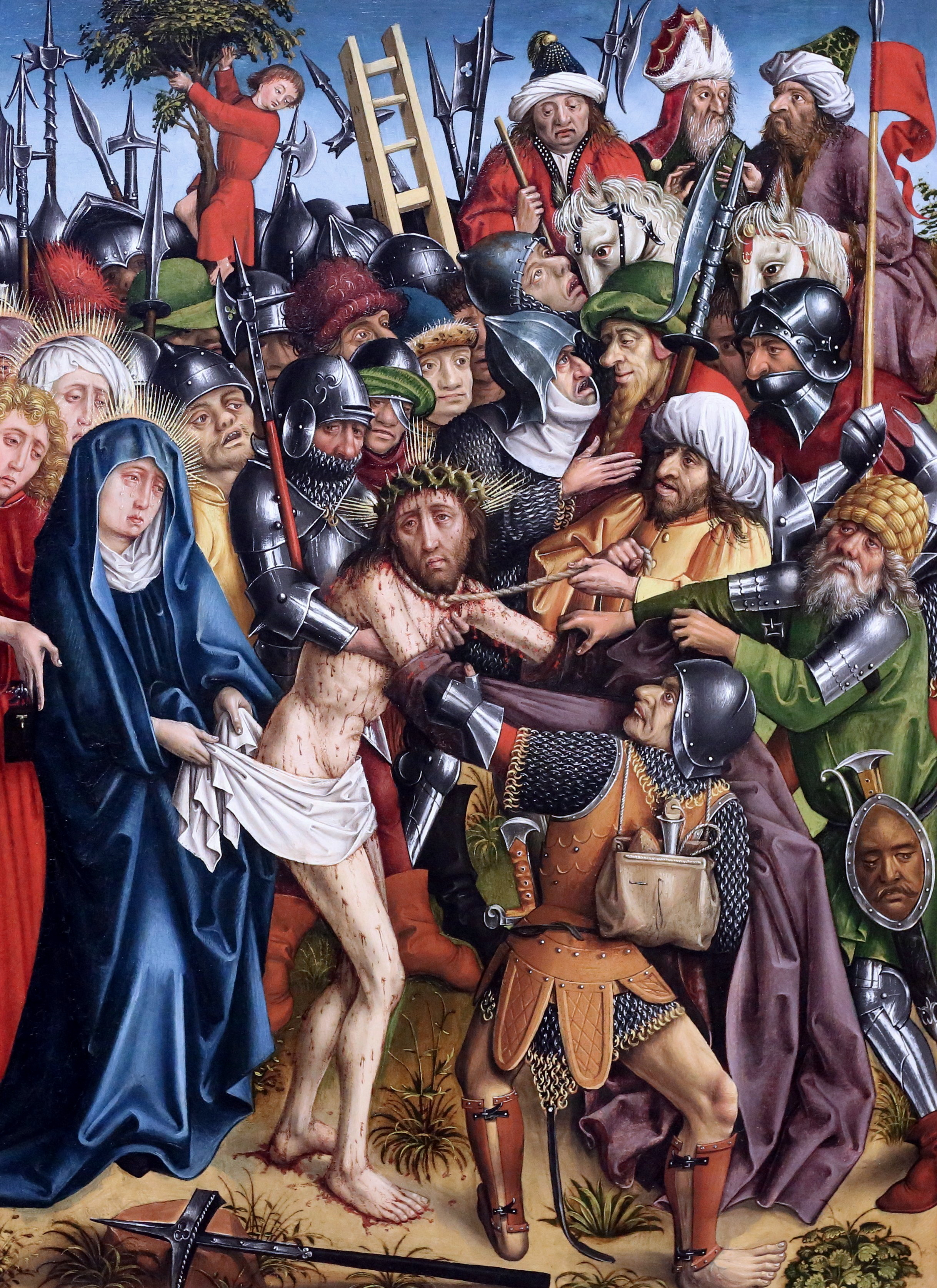
Mestre de la Passió de Karlsruhe (Hans Hirtz?): El desvestiment de Crist, de la Passió de Karlsruhe, c. 1440

## La passió de Karlsruhe
La Passió de Karlsruhe és un retaule sobre panell que mostra la Passió de Jesús pintada per a l’església de Sant Tomàs d’Estrasburg cap al 1450 i es va dividir durant la Reforma. A partir de 1858 la majoria dels panells es van reunir de nou a Estrasburg, el que significa que sis panells es troben ara a la Staatliche Kunsthalle Karlsruhe. No obstant això, un dels arrestos de Jesús roman al Museu Wallraf–Richartz de Colònia. Cada panell és de 46 cm d'ample i 67 cm d'alçada, però ara es desconeix la seva disposició original.

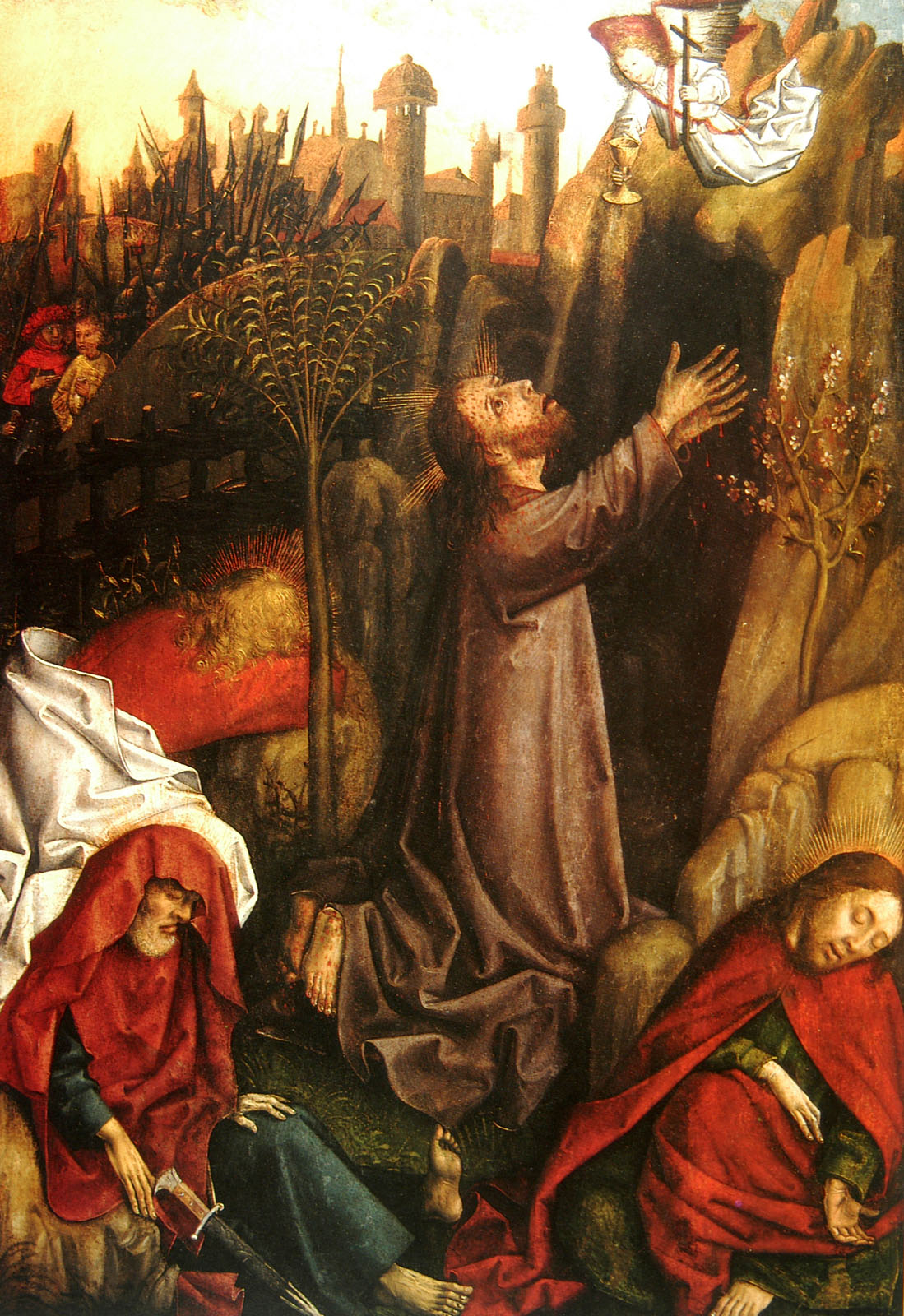
Oració a la Muntanya de les Oliveres (Karlsruhe)
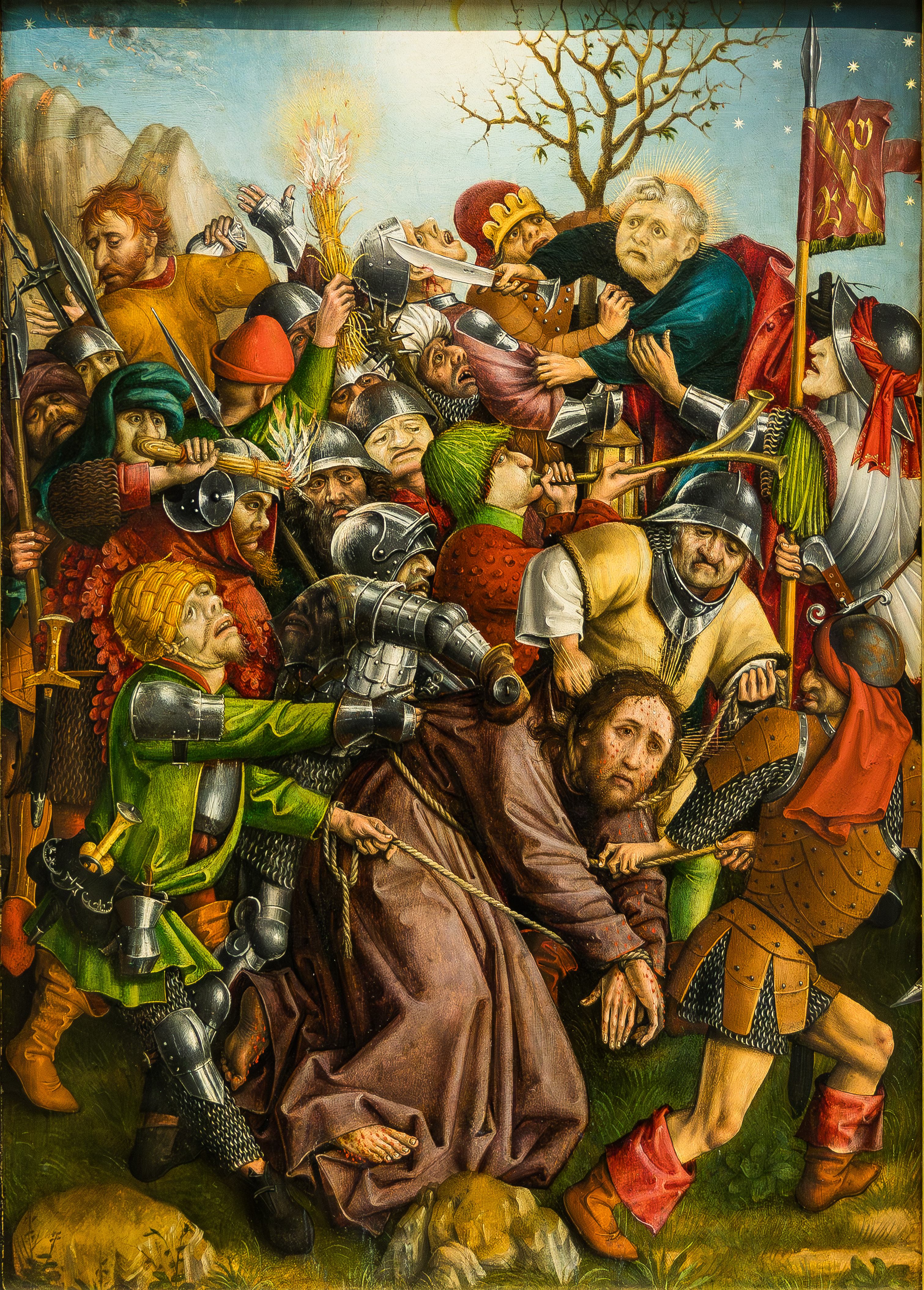
Detenció (Colònia)
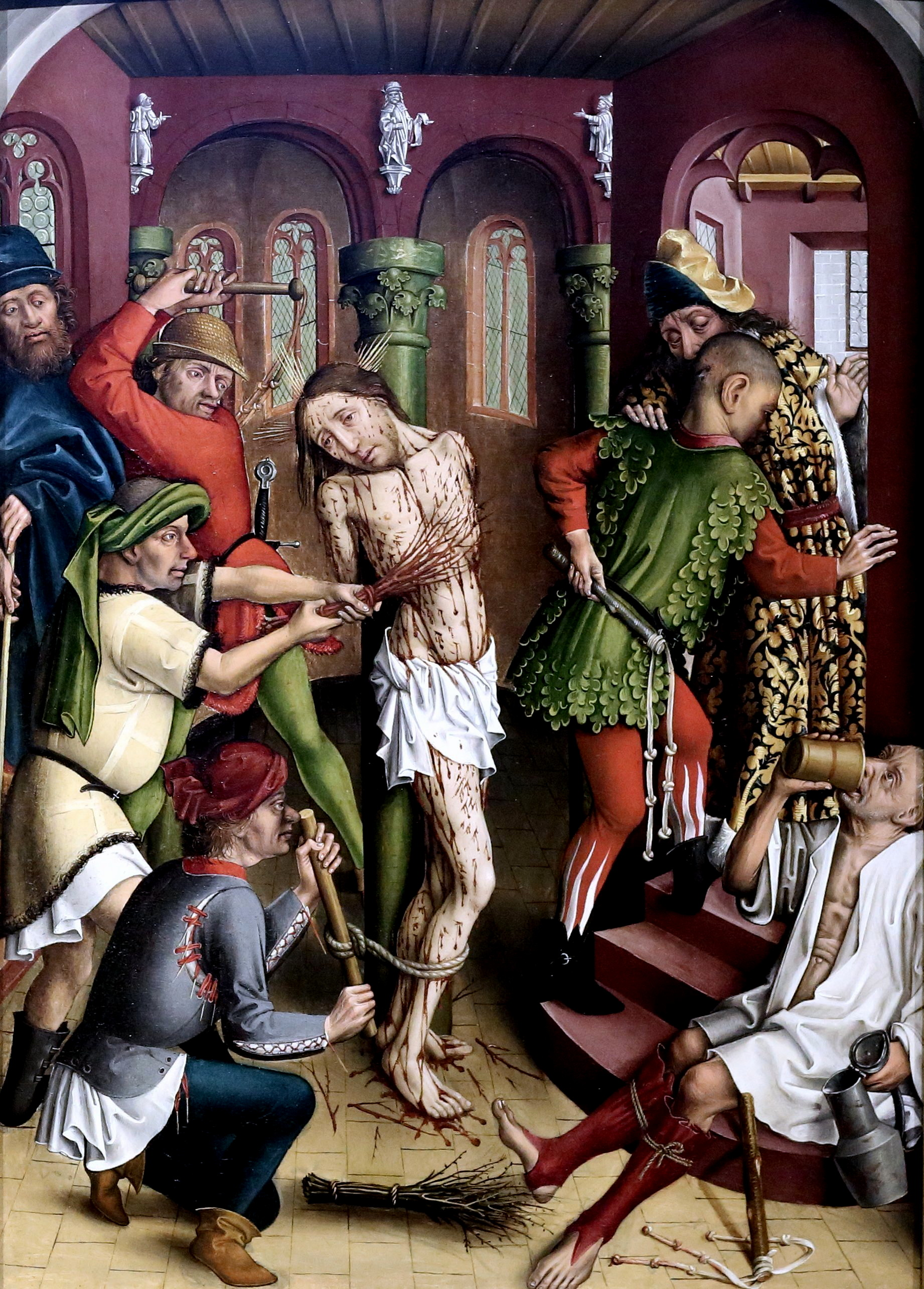
Flagel·lació (Karlsruhe)
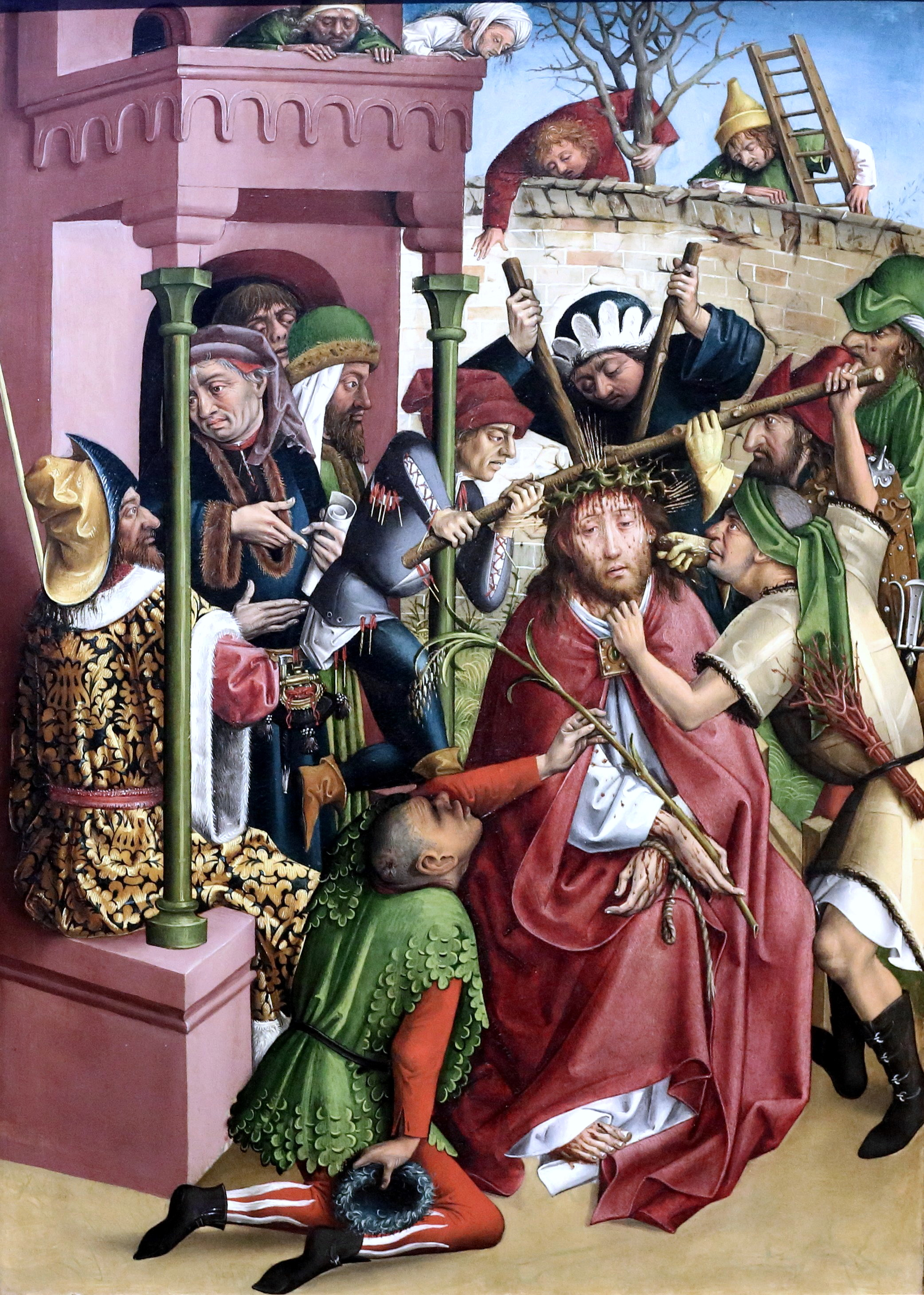
Coronació d'espines (Karlsruhe)
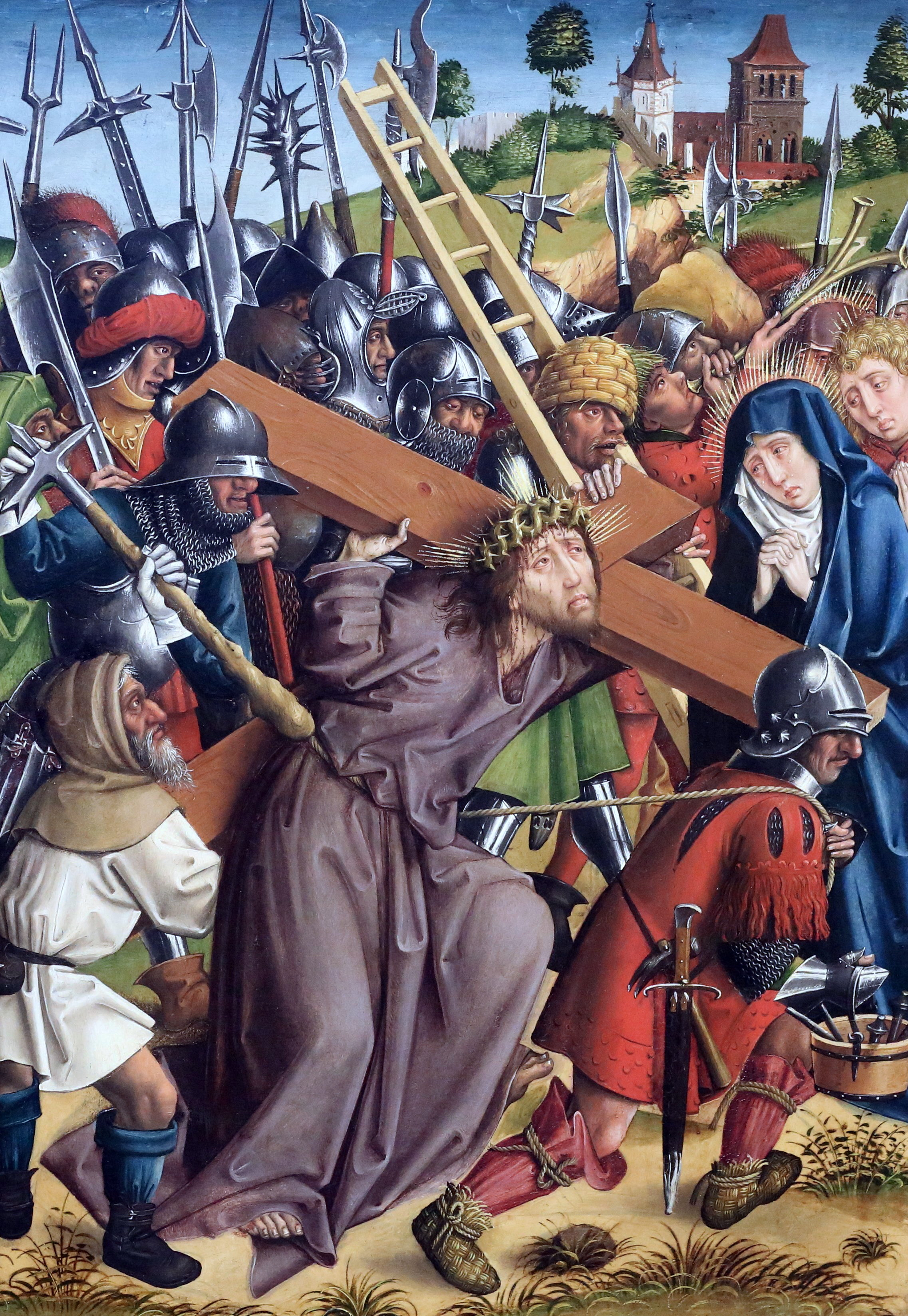
Portant la creu (Karlsruhe)
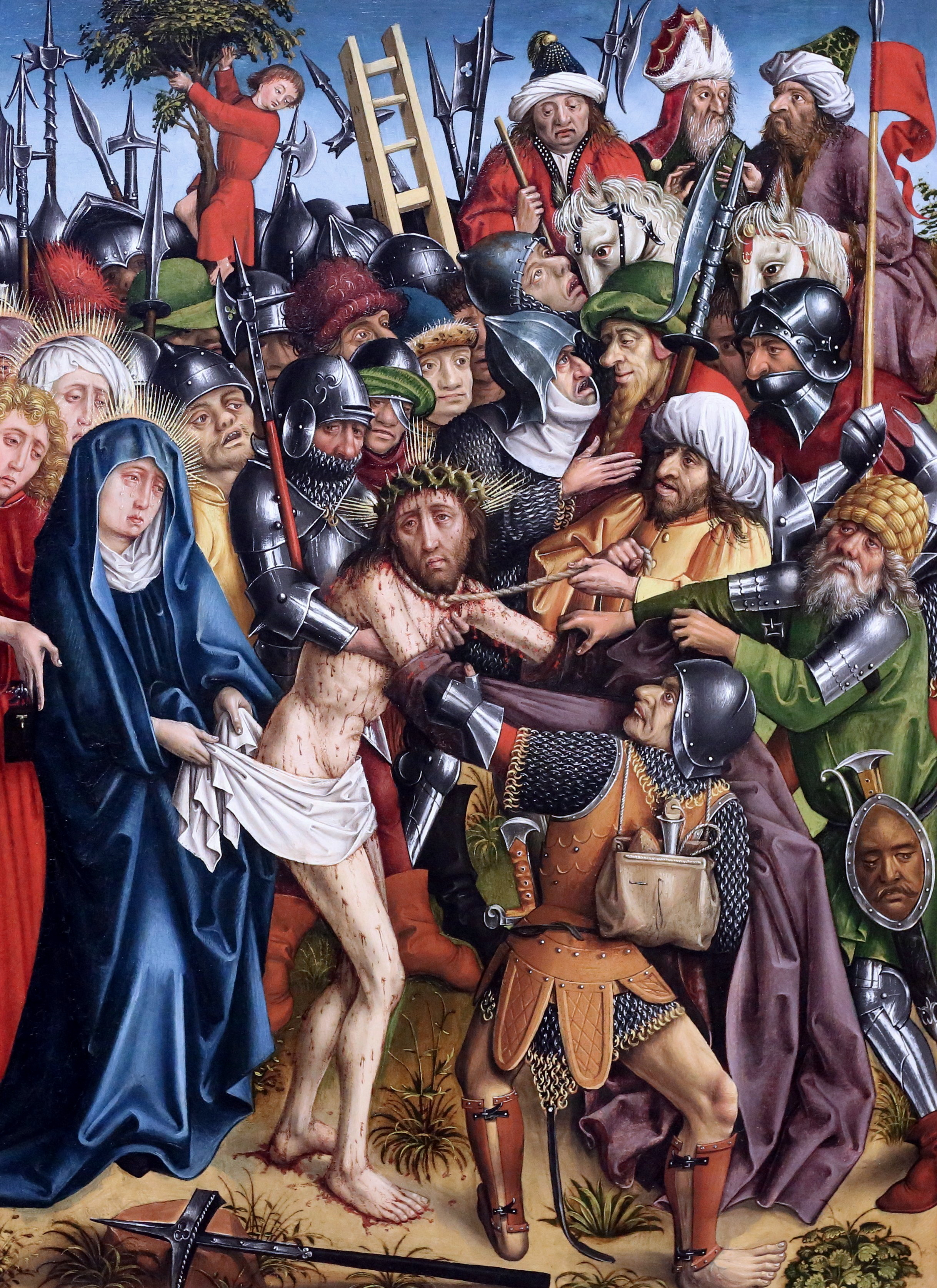
Desvestint a Crist (Karlsruhe)
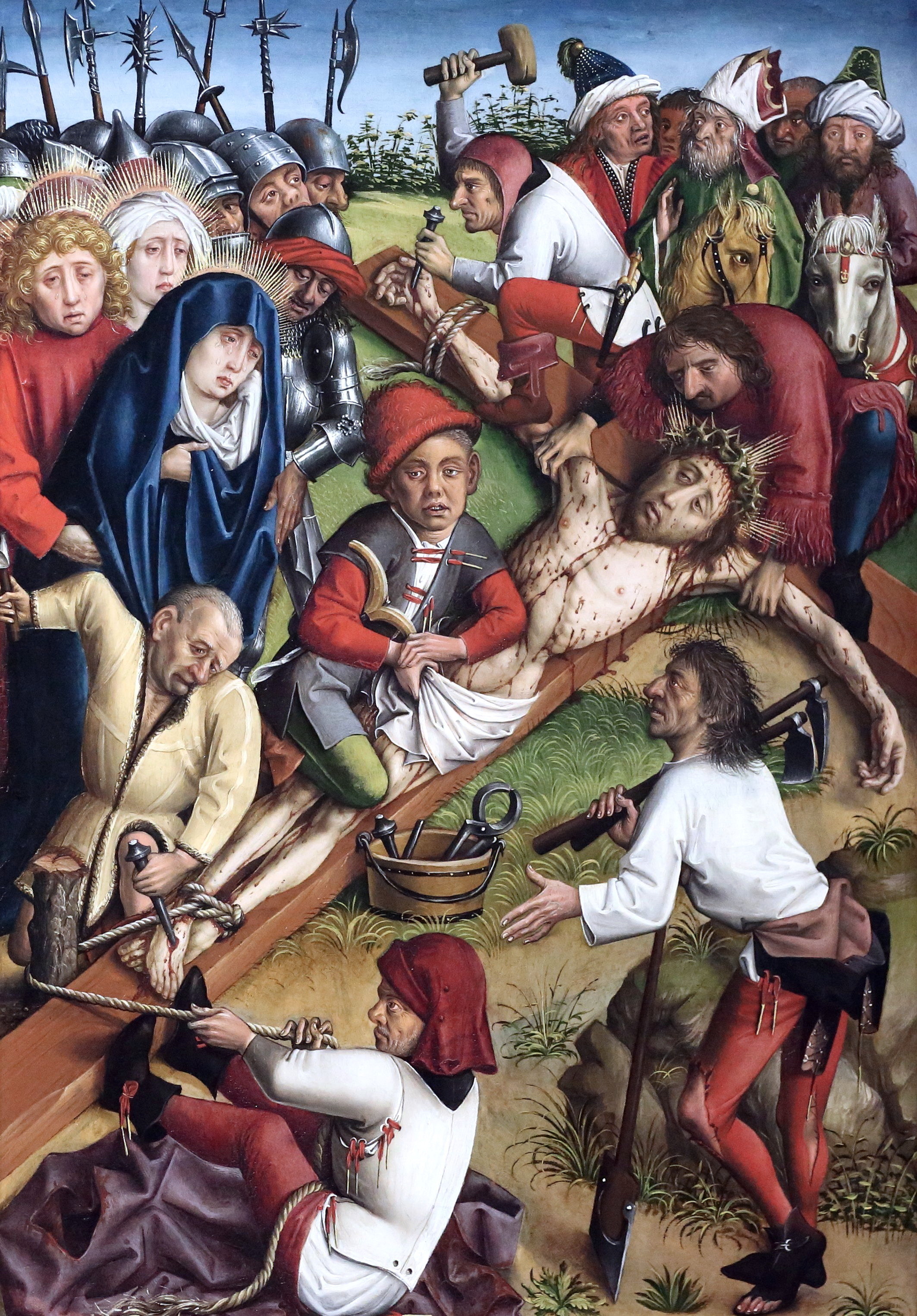
Clavant-lo a la creu (Karlsruhe)

Els panells mostren el llenguatge narratiu, visual i simbòlic especial del seu artista i inclouen personatges de classe baixa. La seva interpretació de la Passió recorda els objectius de la Devotio Moderna contemporània, que recomanava un estudi bíblic independent i una relació personal amb Déu.
Les qualitats narratives dels panells també són noves en l'art de l'Alt Renà i van influir en el desenvolupament de la pintura a la regió. Una similitud en la representació de les cortines vincula el Mestre de la Passió de Karlsruhe amb el Mestre d'Estudis de Draperies: el primer podria haver ensenyat el segon. L'impacte del Mestre de la Passió de Karlsruhe es pot veure en l'art de l'Alt Renà entre el 1485 i el 1500, especialment en els artistes actius a Estrasburg.